# Phygadeuon bellator
Phygadeuon bellator là một loài tò vò trong họ Ichneumonidae.